# Eriocaulon bilobatum
Eriocaulon bilobatum là một loài thực vật có hoa trong họ Cỏ dùi trống. Loài này được Morong mô tả khoa học đầu tiên năm 1892.